# Горонович Андрій Миколайович
Андрій Миколайович Гороно́вич (нар. 1818 — пом. 1889) — російський і український живописець і графік; академік Петербурзької академії мистецтв з 1860 року.

## Біографія
Народився у 1818 році. 1835 року закінчив Ніжинський ліцей, пізніше був вільним слухачем Петербурзької академії мистецтв. Навчався у Карла Брюллова.
Впродовж 1851—1860 років жив у Оренбурзі. З 1853 року був хронікером військової експедиції в Кокандському ханстві. З 1860 року жив у Києві. Помер у 1889 році.

## Творчість
В Оренбурзі написав картини:

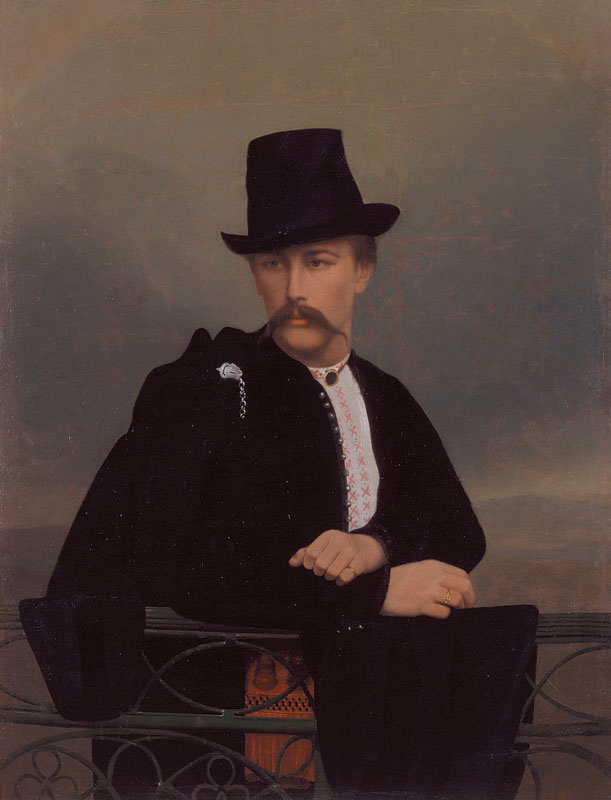
портрет Василя Тарновського.

- «Соколине полювання в Киргизькому степу» (сепія; Киргизький державний історичний музей);
- «Тривога» (соус, Державний музей мистецтв Республіки Казахстан імені Абилхана Кастеєва);
- «Стоянка каравана» (сепія; Національний музей «Київська картинна галерея»);
- «Розмінний двір в Оренбурзі» (Державний Російський музей; ескіз — туш, перо, Національний музей «Київська картинна галерея»).

Під час експедиції в Кокандському ханстві виконав серію акварелей, зокрема «Укріплення Ак-Мечеті», «Урочище Кармекчі».
Серед творів київського періоду — акварелі «Види Києва», портрети Василя Тарновського (Національний художній музей України) і Пармена Забіли.